# Zeni (Chuburjinyi)
Zeni (en georgiano: ზენი) o Lbaa (en abjasio: Лбаа) es una aldea que pertenece a la parcialmente reconocida República de Abjasia, dentro del distrito de Gali, aunque de iure es parte del municipio de Gali de la República Autónoma de Abjasia de Georgia.

## Geografía
Zeni está en la orilla derecha del río Inguri, a 10 km de Gali. Las aldea se administra desde el pueblo de Chuburjinyi. 